# Break My Fall (film)
Pour les articles homonymes, voir Break My Fall.
Pour plus de détails, voir Fiche technique et Distribution.
Break My Fall est un film britannique écrit et réalisé par Kanchi Wichmann sorti en 2011. Le film Break My Fall a été répertorié comme l'un des dix grands films lesbiens par le British Film Institute,,.

## Synopsis
Trois journées de la vie de quatre amies dans les rues de Londres.

## Fiche technique
- Titre original : Break My Fall
- Réalisation : Kanchi Wichmann
- Scénario : Kanchi Wichmann
- Musique :
- Production : 65 Wilding Films, Break My Films
- Société(s) de production :
- Société(s) de distribution :
- Pays d'origine :  Royaume-Uni
- Langue : anglais
- Format : Couleur
- Genre : Drame, romance saphique
- Lieux de tournage : Hackney, Londres, Royaume-Uni
- Durée : 107 minutes (1 h 47)
- Dates de sortie :
  -  France : 28 mars 2011 au Festival international de films de femmes de Créteil
  -  Allemagne : 14 avril 2011
  -  Royaume-Uni : 22 juillet 2011

## Distribution
- Kat Redstone : Liza
- Sophie Anderson : Sally Sellout
- Kai Brandon Ly : Vin
- Collin Clay Chace : Jamie
- Morgan Rhys : Oscar
- Yariv Perelmuter : Chef
- Anthony Walker : Wheelchair Guy
- Rob Schwarz : Drummer
- Timberlina : RVT Host
- Chéo Rhodes : Mo
- Jonathan Keane : Guy at RVT
- Donna Turner : Café Woman
- Ben Smithies : Café Customer
- Catherine Guy : Birthday Dinner Guest
- Sophia Riley : Birthday Dinner Guest